# Zeughaus (St. Gallen)

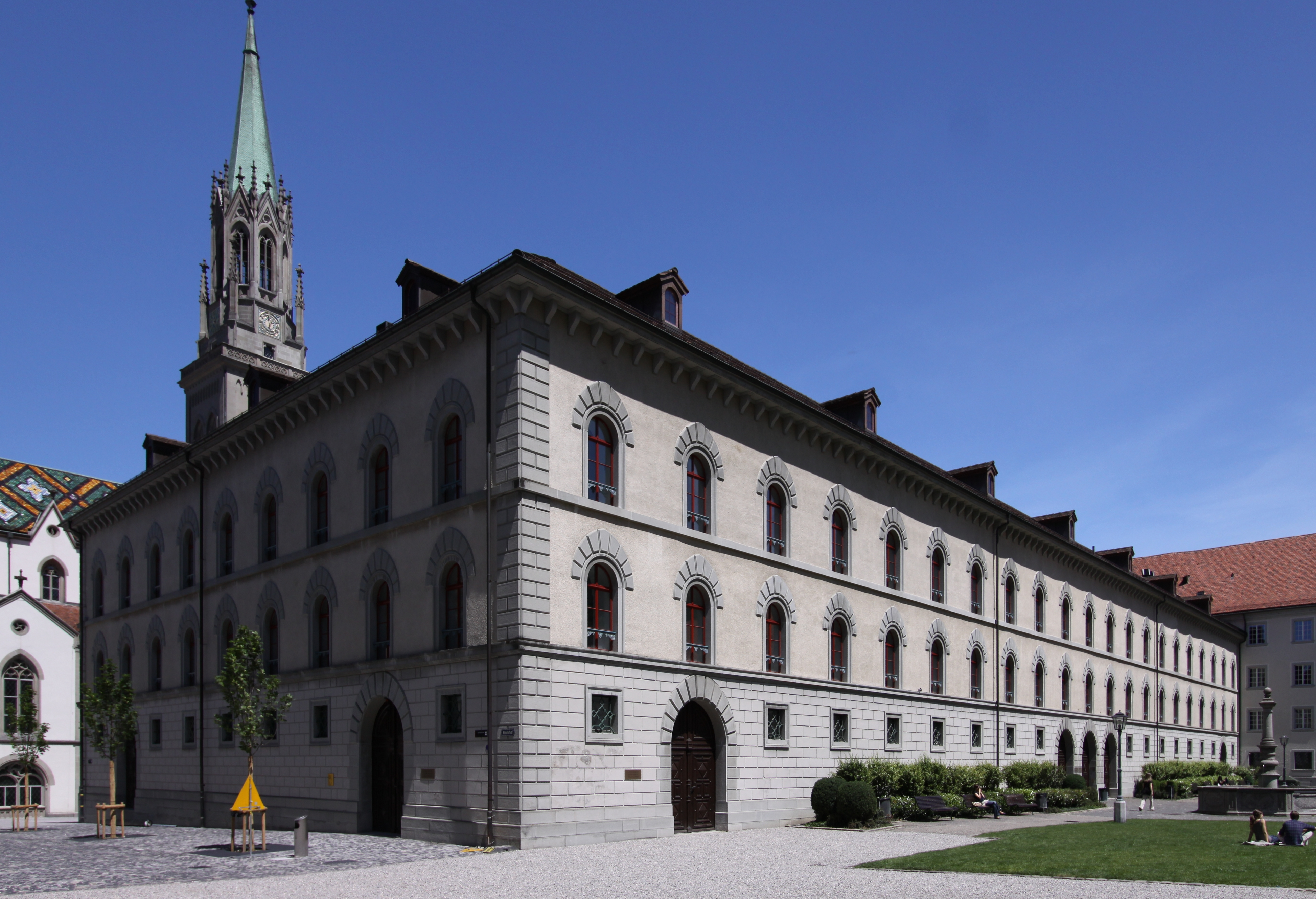
Das Zeughaus mit dem Seitenflügel (links)

Das Zeughaus beherbergt heute Staatsarchiv und Kantonsgericht des Kantons St. Gallen sowie das Stiftsarchiv. Das Bauwerk im Stil des Klassizismus wurde von 1838 bis 1841 als kantonales Zeughaus erbaut. Als Teil des Stiftsbezirks wurde das Gebäude 1983 von der UNESCO in das Verzeichnis des schützenswertens Weltkulturerbes aufgenommen. Die «mobilen» Kulturgüter des Stiftsarchivs, wie Urkunden und Handschriften sind integraler Bestandteil des Weltkulturerbes.

## Geschichte
Nach Errichtung der Neuen Pfalz als Residenz des Abts der Fürstabtei St. Gallen in den Jahren von 1767 bis 1769 war geplant, diese um einen «Nordflügel» zu erweitern, der ein architektonisches Gegenstück zum hundert Jahre älteren «Hof-» bzw. «Südflügel» bilden sollte. Infolge der Aufhebung der Abtei wurde das Konzept der Barockzeit bis in die 1830er Jahre nicht vollendet.
Von 1838 bis 1841 errichtete der Kanton das Zeughaus als Seitenflügel der Residenz. Diese diente seit 1803 als Regierungsgebäude. Architekt des Zeughauses war Felix Wilhelm Kubly.

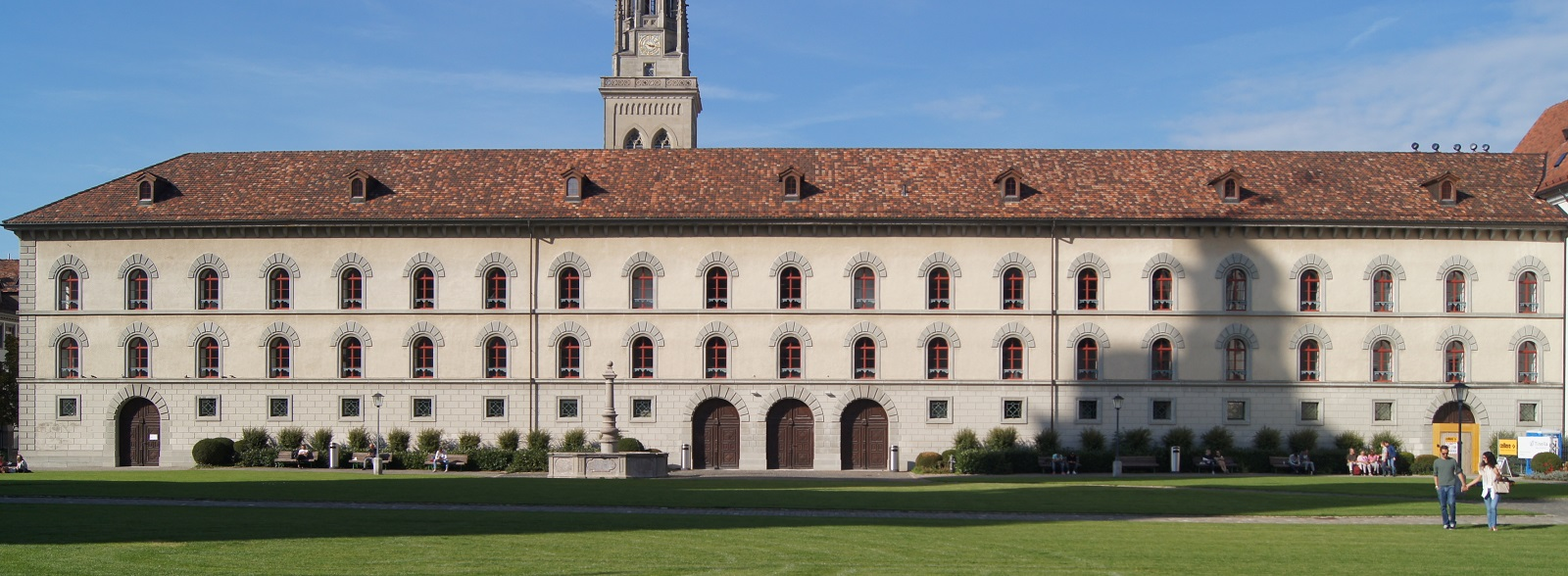
Gesamtansicht von Süden

## Bauwerk
Das Zeughaus ist ein dreigeschossiger Bau, mit etwas höherer Geschosshöhe als der gegenüberliegende Hofflügel ist. Er vollendet das barocke Konzept des Stiftsbezirks. Der Hauptflügel des Gebäudes hat 21 Fensterachsen, der Seitenflügel weist mit neun Achsen nach Westen. Die Fenster und die Portale, fünf zeigen nach Süden, zwei nach Westen haben Rundbogen. Die Ausstattung ist klassizistisch. Ein niedriger Nordanbau im Stil zeitgenössischer Betonarchitektur und der Innenausbau stammen aus dem Jahr 1979.